# Віллем ван дер Гелм
Віллем ван дер Гелм (нід. Willem Leendertsz. van der Helm; 1628 — 4/10 серпня 1675) — нідерландський архітектор. Міський архітектор Лейдена у 1662–1675 роках.

## Біографія
Віллем ван дер Гелм народився 1628 року в Лейдені, на вулиці Клейвег (сучасна вулиця Морсстрат у дільниці Д'Ауде Морс). Він був наймолодшим з чотирьох дітей Лендерта Пітерсзона ван дер Гелма (Leendert Pietersz van der Helm) і його дружини Бартьє Геррітсдохтер (Baartje Gerritsdr). У 1653 році Віллем склав іспити на архітектора, внаслідок чого його внесли до списків відповідної гільдії. Між 1662 та 1675 роками Віллем ван дер Гелм обіймав посаду міського архітектора і голови Міського теслярського двору. Його наступником став Арент ван Гравесанде.
Протягом свого перебування на посаді міського архітектора ван дер Гелм збудував низку громадських будівель в Лейдені. Зокрема, він спроектував п'ять міських брам, з яких дві — Морспорт і Зейлпорт — збереглися і по сьогодні.

## Особисте життя
30 травня 1653 року Віллем ван дер Гелм одружився з Белейтьє (Белітг'єн) Корнеліссе ван дер Схелт (Belijtje Cornelisse van der Schelt). Остання народила йому чотирьох дітей (трьох синів і доньку), які, втім, померли у дитинстві. 8 лютого 1669 року ван дер Гелм одружився із удовою з Роттердама на ім'я Марія Янсдохтер ван Вліт, яка народила йому сина Лендерта, названого за голландською традицією на честь батька Віллема, та чотирьох доньок, мінімум дві з яких померли у дитинстві.
Віллем ван дер Гелм помер 4 або 10 серпня 1675 року. Похований на північній стороні деамбулаторія церкви святого Петра. На честь нього названо вулиці в Лейдені (Van der Helmlaan) та в Роттердамі (Van der Helmstraat).

## Будівлі, спроектовані Віллемом ван дер Гелмом
- Брама Зейлпорт (1667–1669)
- Брама Морспорт (1667–1669)
- Брама Марепорт (не збереглася; 1664–1666)
- Брама Гоґевурдсбінненпорт (не збереглася; 1669)
- Брама Купорт (не збереглася; 1671)
- Будинки № 29 і № 31 на каналі Рапенбург (авторство спірне; 1664)
- Комплекс-гоф'є Тевелінґсгоф (1666)
- Брама, що веде до Лейденського замку (1653)
- Грунекерк в м. Угстгест (разом із Якобом ван Банкеном; 1663)
- Вежа головної будівлі Лейденського університету (1670)
- Будівля трибуналу міського суду в комплексі Гравенстен (1672)
- Будинки № 56-62 біля церкви святого Панкратія, у провулку Гуґландсе Керкґрахт (Hooglandse Kerkgracht; 1665)[5]
- Будинки № 16-26 по вулиці Ньївстрат[6]
- Будинок № 13 по вулиці Враувенкеркстрат (авторство спірне; 1675)[7]

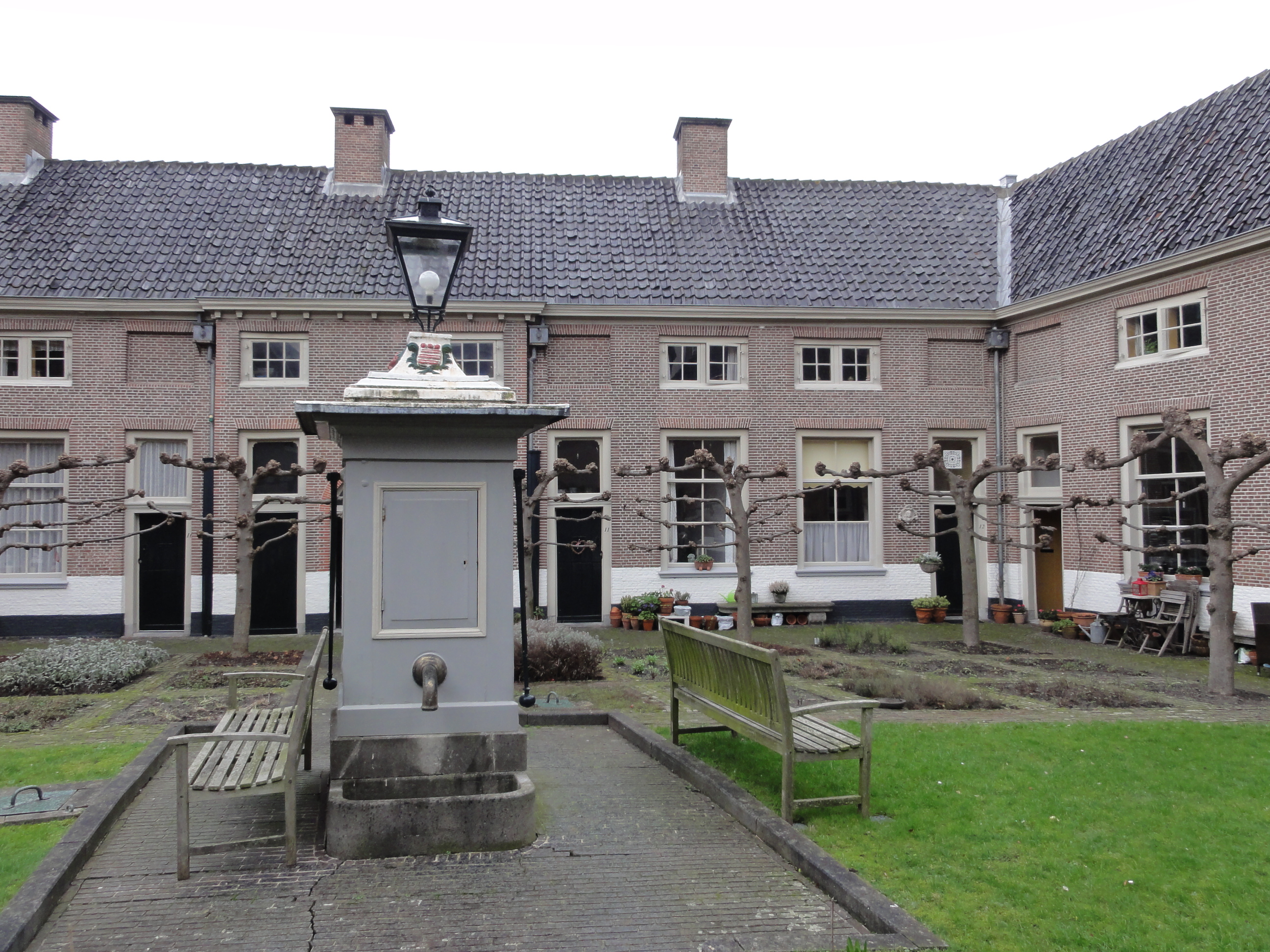
Тевелінгсхоф
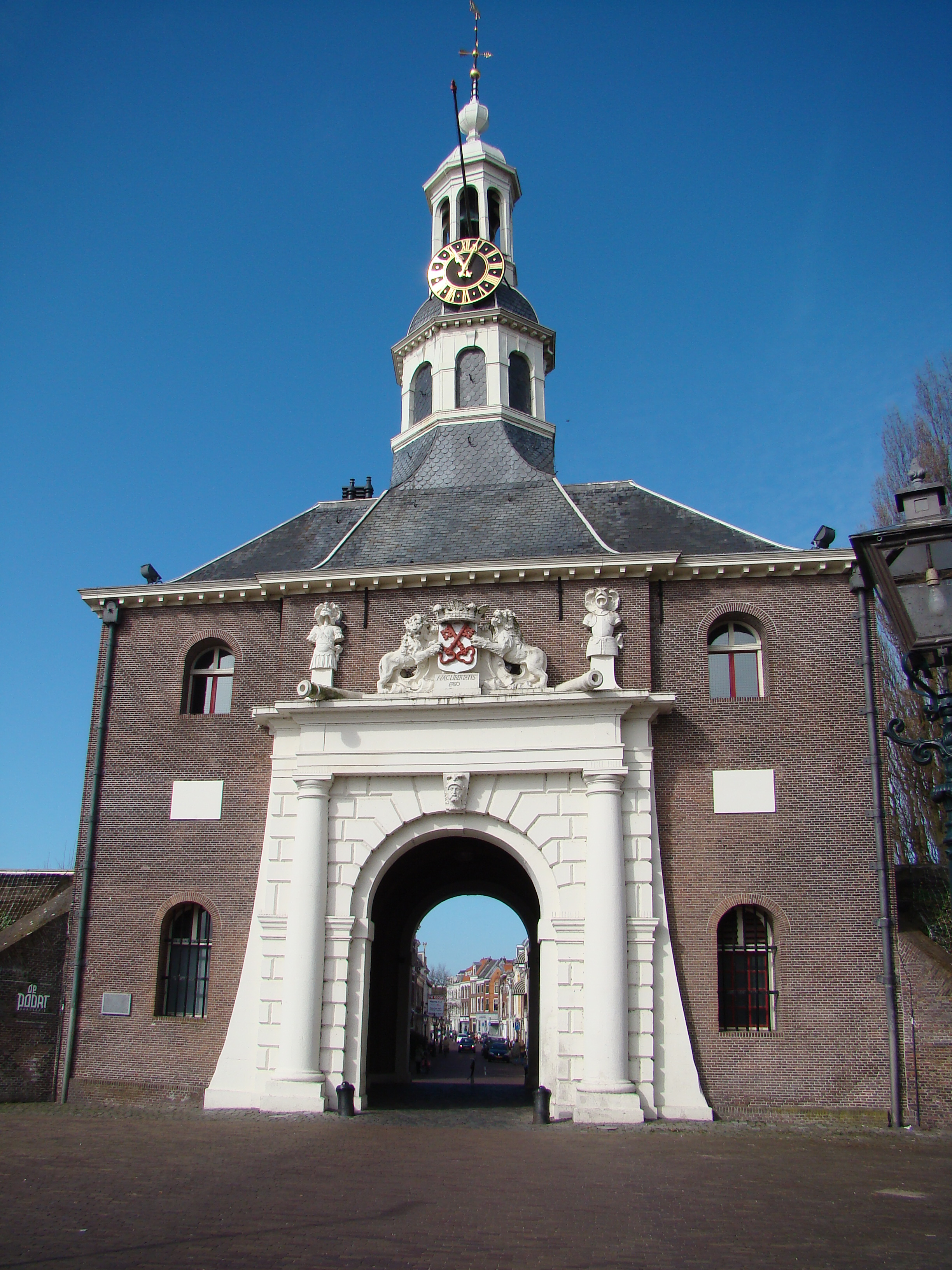
Брама Зейлпорт
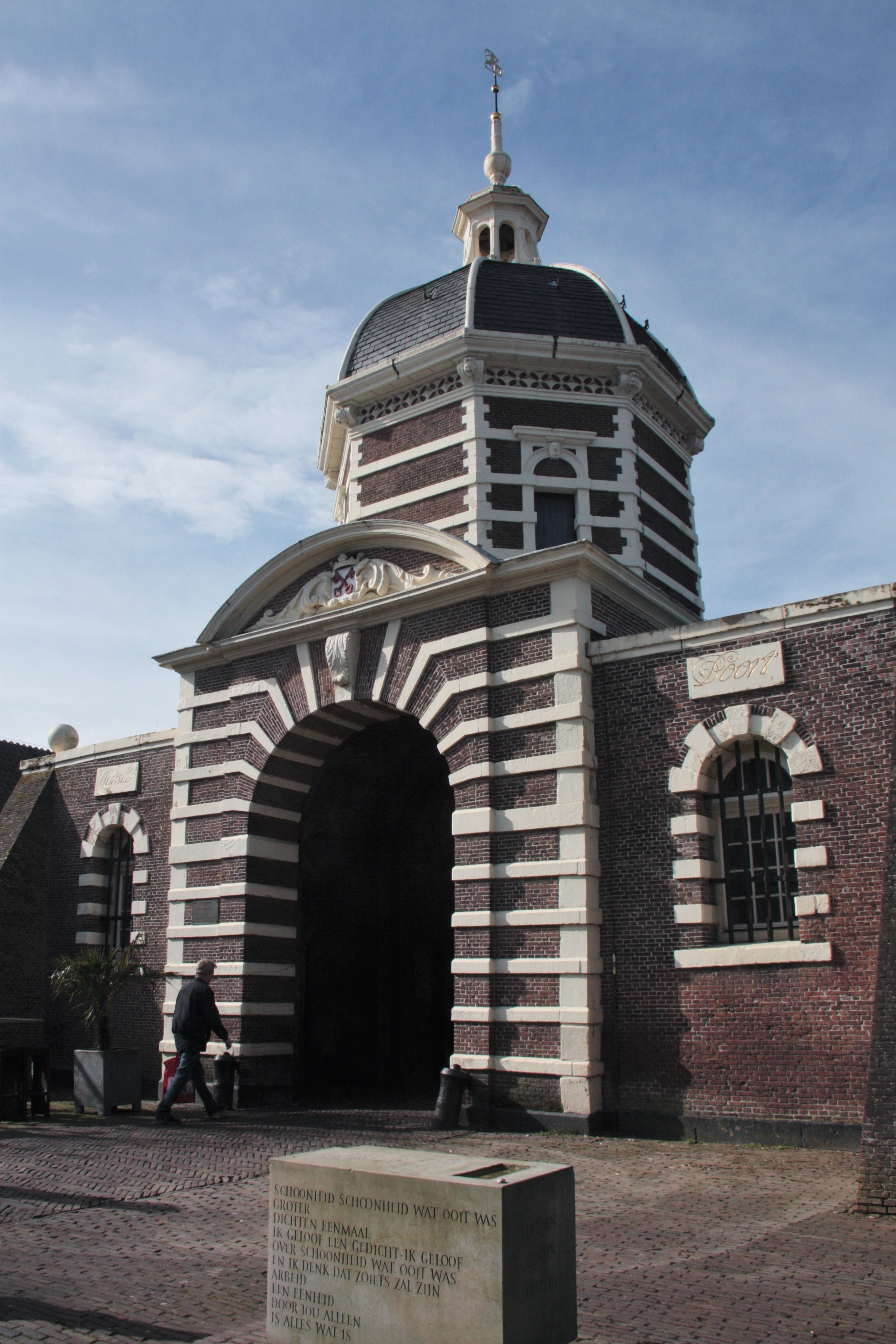
Брама Морспорт
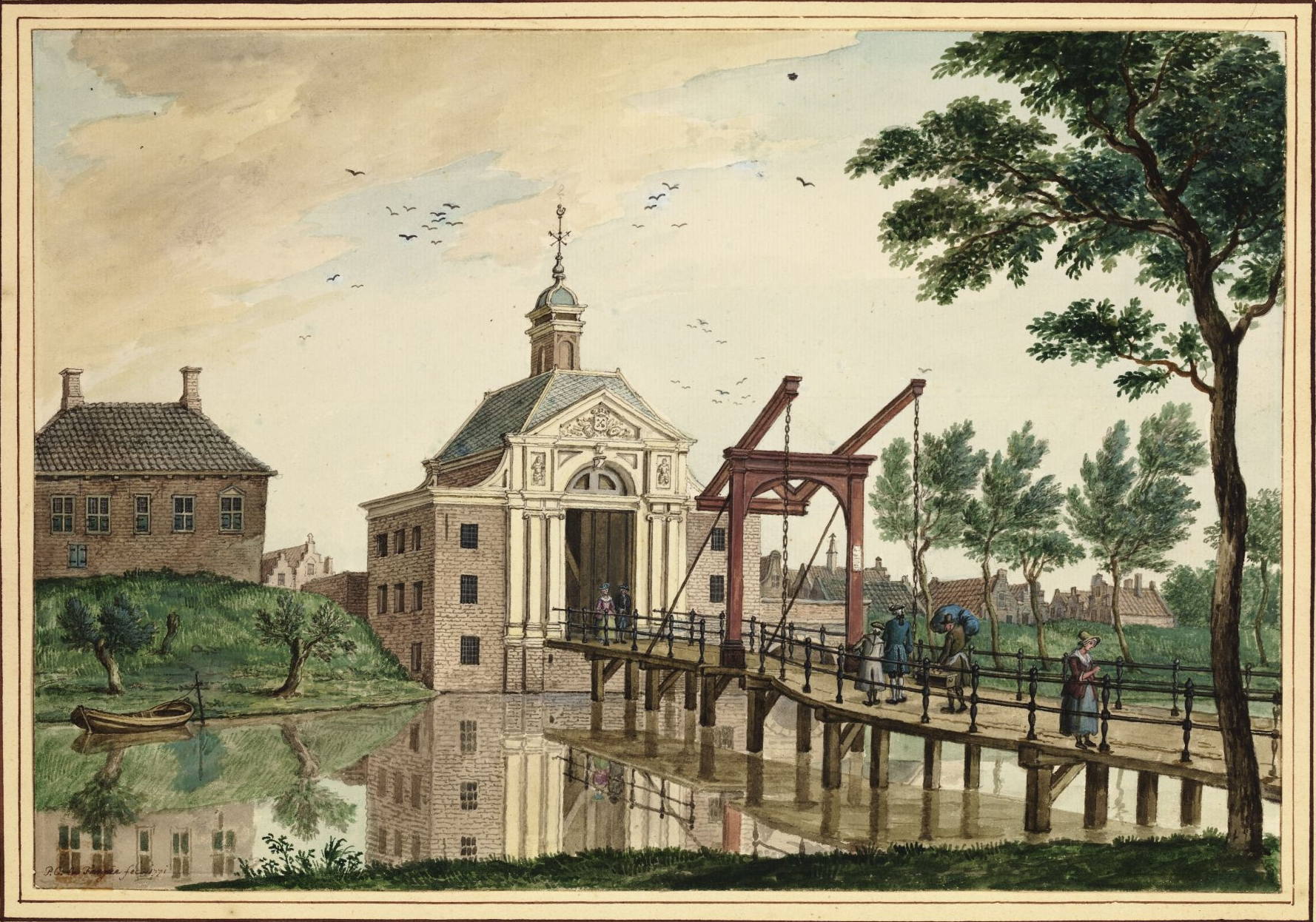
Брама Марепорт (не збереглася)
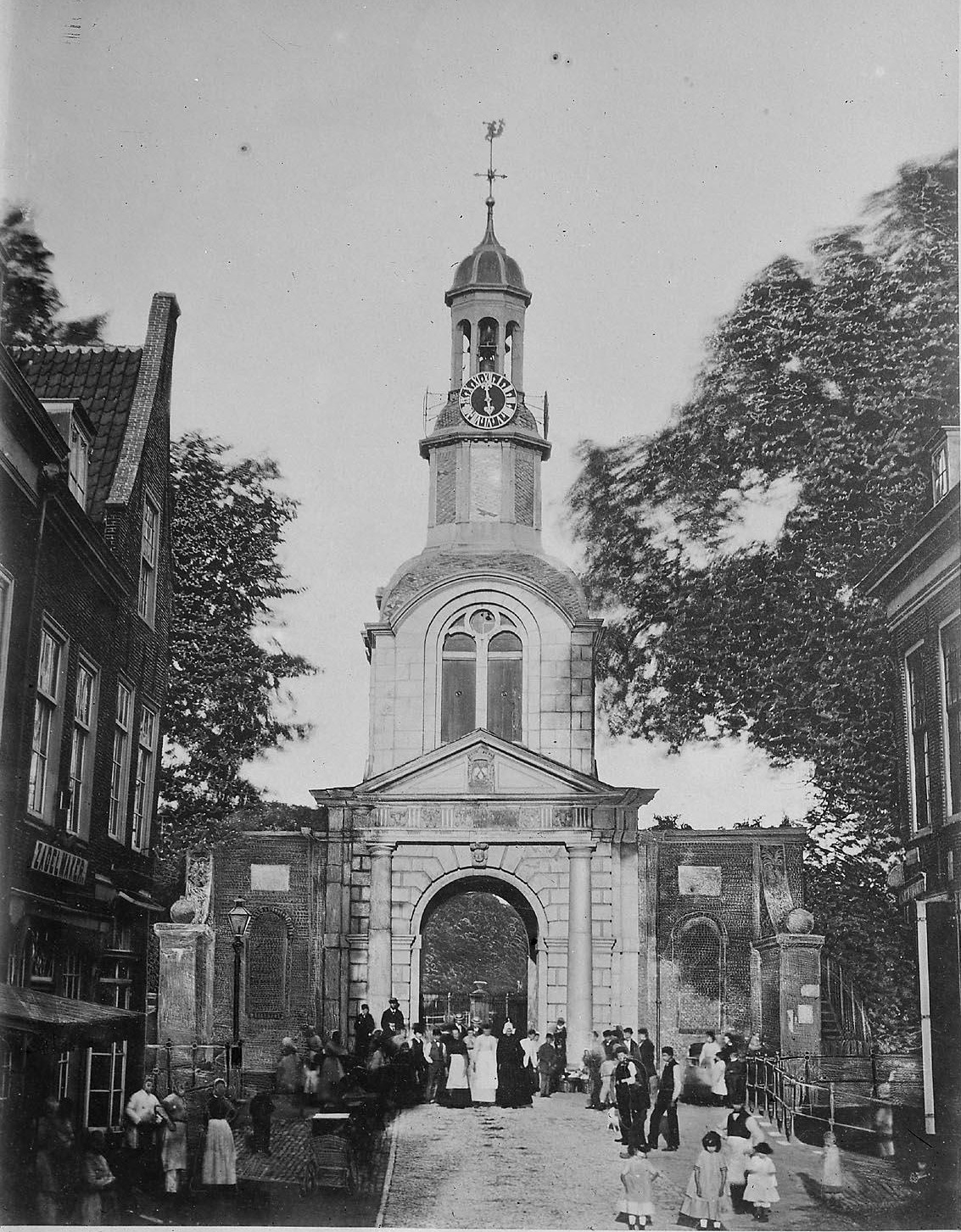
Брама Хогевурдсбінненпорт (не збереглася)
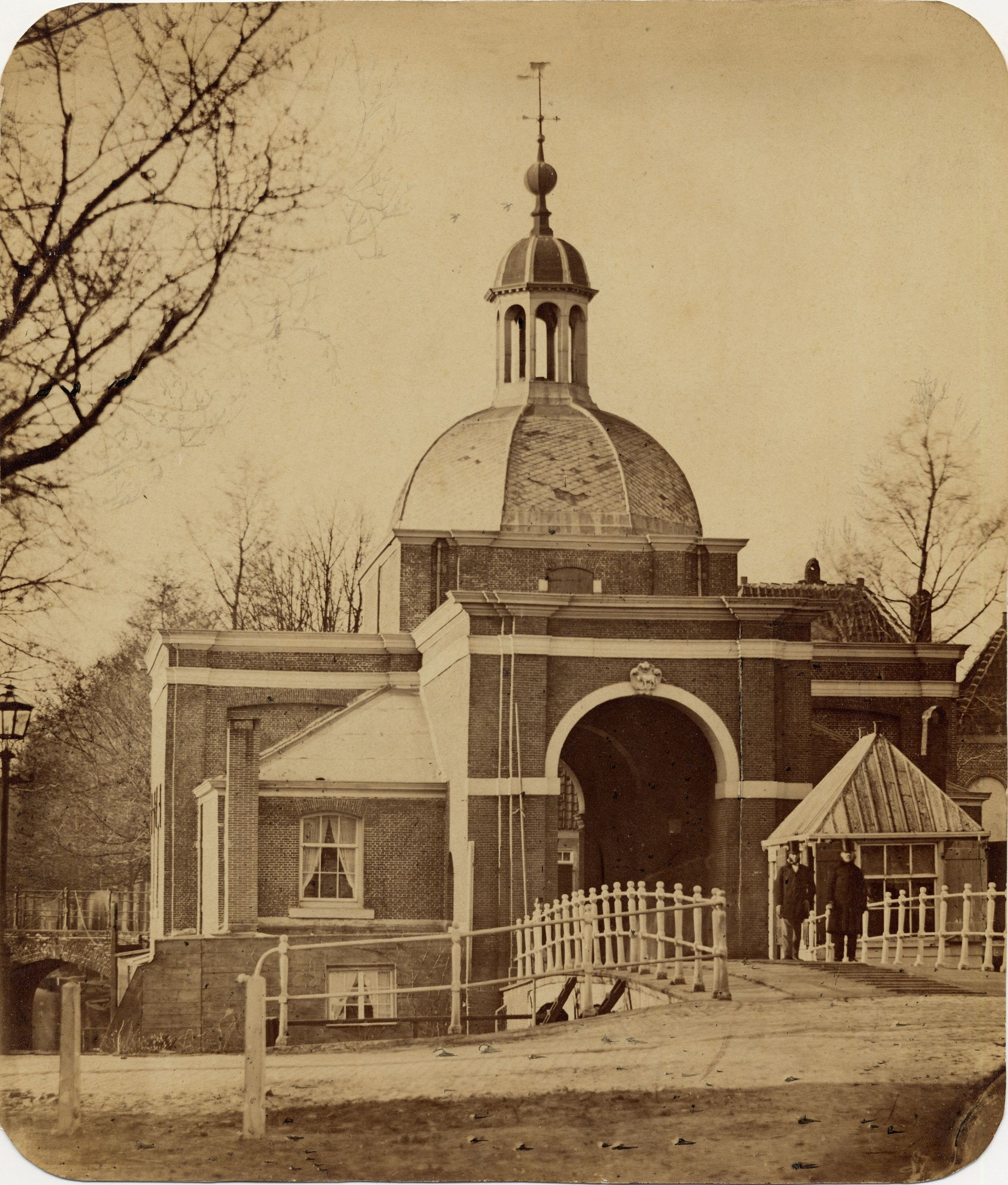
Брама Купорт (не збереглася)